# Gaudenzio Marconi

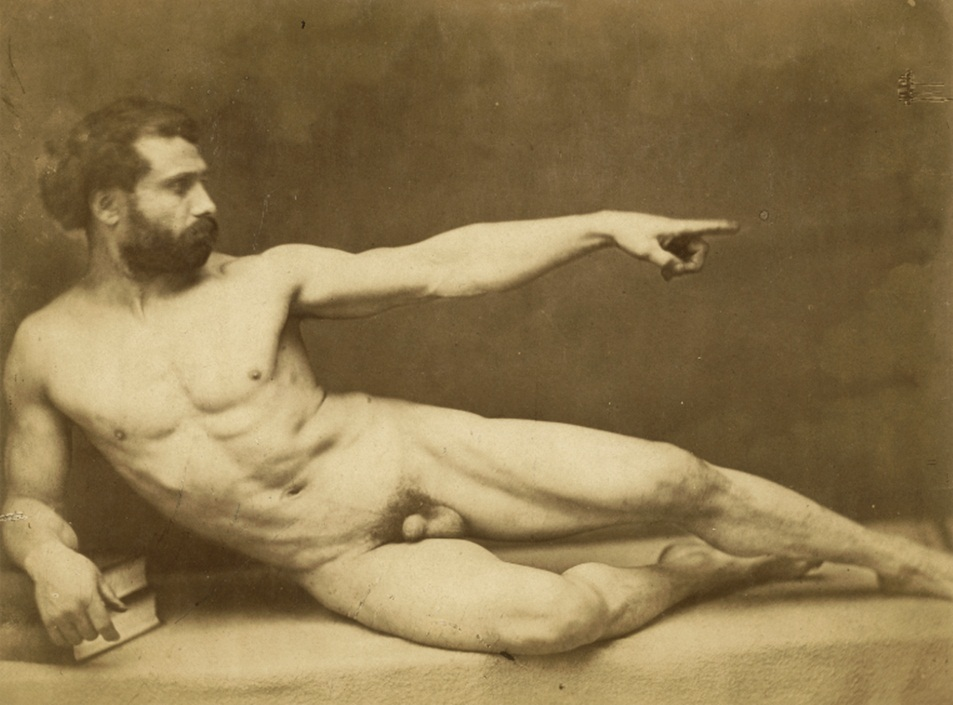
Nudo accademico

Gaudenzio Marconi (1841-1885) là một nhiếp ảnh gia người Ý đã từng làm việc ở Pháp. Ông đã bán académies (nghiên cứu tư thế nhiếp ảnh) cho các sinh viên ở đại họce École des beaux-arts (Trường đại học Mỹ thuật) ở Paris. Những nghệ sĩ và sinh viên tài năng thường vẽ phác thảo những tư thế từ những tấm ảnh đó khi người mẫu thực không có hay lấy giá quá đắt. Những tư thế này là thường bắt chước những tư thế được điêu khắc trong bức tượng Cổ đại Hy-La và thời kỳ Phục Hưng. Những bức ảnh của ông đã được sử dụng những nghệ sĩ nổi tiếng như Auguste Rodin để sáng tác các tác phẩm của họ.

## Ghi chép.
1. ↑  "In Focus: the Nude". The J. Paul Getty Museum. Truy cập ngày 18 tháng 5 năm 2013.